# Public Ivy
Public Ivy – nawiązująca do Ivy League nazwa grupy najlepszych uczelni publicznych USA wprowadzony przez Richarda Molla w 1985 w jego książce Public Ivies: A Guide to America’s best public undergraduate colleges and universities.

## Oryginalna lista
Lista ułożona przez Richarda Molla w 1985:
- College of William & Mary (Williamsburg)
- Miami University (Oxford)
- University of California
- University of Michigan (Ann Arbor)
- University of North Carolina at Chapel Hill
- University of Texas at Austin
- University of Vermont (Burlington)
- University of Virginia (Charlottesville)

### Inne uczelnie opisane przez Molla
- University of Colorado Boulder
- Georgia Institute of Technology
- University of Illinois at Urbana-Champaign
- New College of the University of South Florida (obecnie New College of Florida)
- Pennsylvania State University at University Park
- University of Pittsburgh
- State University of New York at Binghamton (Binghamton University)
- University of Washington
- University of Wisconsin-Madison

## Lista Greenów
Lista z książki The Public Ivies: America’s Flagship Public Universities (2001) Howarda i Matthew Greenów.

### Northeastern
- Pennsylvania State University (University Park)
- Rutgers University (New Brunswick)
- State University of New York at Binghamton
- University of Connecticut (Storrs)

### Stany Środkowoatlantyckie
- University of Delaware (Newark)
- University of Maryland (College Park)
- College of William & Mary (Williamsburg)
- University of Virginia (Charlottesville)

### Southern
- University of Florida (Gainesville)
- University of Georgia (Athens)
- University of North Carolina at Chapel Hill
- University of Texas at Austin

### Zachód Stanów Zjednoczonych
- University of Arizona (Tucson)
- University of California, Berkeley
- University of California, Los Angeles
- University of California, Davis
- University of California, Irvine
- University of California, San Diego
- University of California, Santa Barbara
- University of Colorado at Boulder
- University of Washington (Seattle)

### Wielkie Jeziora Północnoamerykańskie&Midwest
- Indiana University (Bloomington)
- Miami University (Oxford)
- Michigan State University (East Lansing)
- Ohio State University (Columbus)
- University of Illinois (Urbana-Champaign)
- University of Iowa (Iowa City)
- University of Michigan (Ann Arbor)
- University of Minnesota (Minneapolis–Saint Paul)
- University of Wisconsin (Madison)